# Dasein
Dasein (ダーザイン、ドイツ語発音: [ˈdaːzaɪn]）は、ドイツ語で文字どおりに直訳して「ここにいる」という意味である。哲学用語でもあり、現存在（げんそんざい）とも訳されている。
ドイツの哲学者マルティン・ハイデッガーが自分のコンセプトを説明する語として用いており、とくに著書『存在と時間』においてよく使われる言葉として知られている。実存哲学の用語であり、自己を現にそこ (da) にある (sein) ものとして自覚する存在、つまり人間的な実存のことである。